# Генрих (граф Нортхейма)
Генрих Нортхейм или Генрих Толстый (нем. Heinrich von Nordheim; 1055—1101) — с 1083 года был графом в Айхсфельде и Риттгау, а с 1099 года — маркграфом Фризии. Старший сын Оттона Нортхеймского.

## Биография
Генрих принадлежал к Нортхеймской династии, а в 1086 году женился на представительнице дома Брунонов, вдове Гертруде Брауншвейгской, и таким образом объединил земли Брунонов и Катленбургов под правлением Нортхеймов. В ходе череды гражданских войн он встал на сторону антикороля Германа I, которому приходился дальним родственником. Однако в 1086 году вместе с братьями поменял сторону и поддержал императора Генриха IV.
Жена Генриха Нортхеймского Гертруда была единственной сестрой Экберта II, маркграфа Мейсена, чей брак был бездетным. По законам наследования Генрих должен был получить графства Экберта во Фризии после его смерти в 1090 году, а Мейсен император даровал другому Генриху.
В связи с тем, что эти графства во Фризии были отобраны у Экберта во время восстания 1089 года, они находились под управлением Конрада, епископа Утрехта. После убийства Конрада император передал управление графствами Генриху. Он сразу решил урегулировать правила и пошлины судоходства в приморских областях и проигнорировал привилегии, дарованные ранее городу Ставерен.
Церковь, испытывая давление со стороны Генриха, объединилась с ремесленниками и торговцами. И хотя они приняли его дружественно, Генрих осознавал опасность, которую таит данный союз, и попытался покинуть Фризию на корабле. Однако его корабль был атакован в море и затонул. Точная дата смерти Генриха не установлена, однако известно, что он был похоронен в Буршфельде 10 апреля 1101 года.
Единственный сын Генриха — Оттон III Нортхеймский — унаследовал родовые владения отца, а его дочь Рихенза получила бывшие владения Кетленбургов и Брунонов и передала их Вельфам, через брак с будущим императором Лотарем II. Вдова Генриха после его смерти вышла замуж за уже упомянутого ранее другого Генриха, маркграфа Мейсена.